# Tarsiger cyanurus
El ruiseñor coliazul (Tarsiger cyanurus) es una especie de ave paseriforme de la familia Muscicapidae propia de Asia y Europa Oriental. Anteriormente se clasificaba como un miembro de la familia Turdidae.

## Distribución
Es una especie migratoria, se reproduce en bosques mixtos de coníferas y sotobosque en el norte de Asia y el noreste de Europa, desde el este de Finlandia a través de Siberia a Kamchatka y el sur de Japón. Pasa el invierno principalmente en el sureste de Asia, en el subcontinente indio, los Himalayas, Taiwán y el norte de Indochina. Su área de reproducción se está expandiendo lentamente hacia el oeste a través de Finlandia, y es un vagabundo raro en Europa occidental. También ha habido registros en el noroeste de América del Norte, principalmente en el oeste de Alaska.

## Descripción

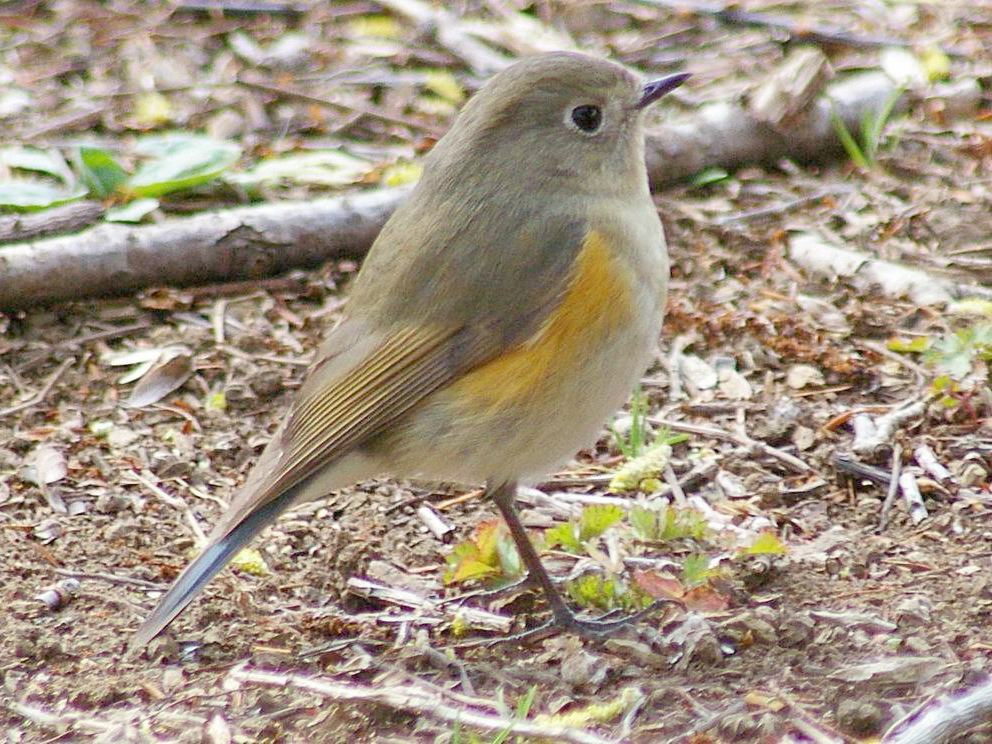
Hembra

Mide de 13 a 14 cm de longitud y pesa de 10 a 18 g, es similar en tamaño y peso al colirrojo real y ligeramente más pequeño  que el petirrojo europeo. Ambos sexos tienen la cola y la rabadilla azul y los flancos anaranjados, tiene la garganta blanca y las partes inferiores de color blanco-grisáceo, el pico y las patas son de color negro. El macho adulto tiene, adicionalmente, las partes superiores de color azul oscuro. Las hembras y los machos inmaduros son de color marrón claro por encima, tienen la grupa y la cola azul y el pecho oscuro. En el comportamiento es similar al colirrojo real, moviendo la cola con frecuencia de la misma manera, y regularmente volando desde una posición alta para atrapar insectos en el aire o en el suelo. El macho canta su trino melancólico desde las copas de los árboles. El nido es construido en o cerca del suelo, con 3-5 huevos que son incubados por la hembra.